# 23 Camelopardalis
23 Camelopardalis, som är stjärnans Flamsteed-beteckning, är en ensam stjärna i den sydvästra delen av stjärnbilden Giraffen. Den har en skenbar magnitud på ca 6,17 och är mycket svagt synlig för blotta ögat där ljusföroreningar ej förekommer. Baserat på parallaxmätning inom Hipparcosuppdraget på ca 7,5 mas, beräknas den befinna sig på ett avstånd på ca 433 ljusår (ca 133 parsek) från solen. Den rör sig närmare solen med en heliocentrisk radialhastighet på ca –2,5 km/s.

## Egenskaper
23 Camelopardalis är en gul jättestjärna av spektralklass G5 III:, som har förbrukat förrådet av väte i dess kärna och utvecklats bort från huvudserien, även om ':' anger viss osäkerhet om klassificeringen. Det ingår i röda klumpen, vilket anger att den befinner sig på den horisontella jättegrenen och genererar energi genom termonukleär fusion av helium i dess kärna. Den har en massa som är drygt 2 solmassor, en radie som är nästan 10 solradier  och utsänder ca 60 gånger mera energi än solen från dess fotosfär vid en effektiv temperatur på ca 5 200 K.